# Herb powiatu tarnogórskiego
Herb powiatu tarnogórskiego – jeden z symboli powiatu tarnogórskiego, ustanowiony 27 sierpnia 2002.

## Wygląd i symbolika

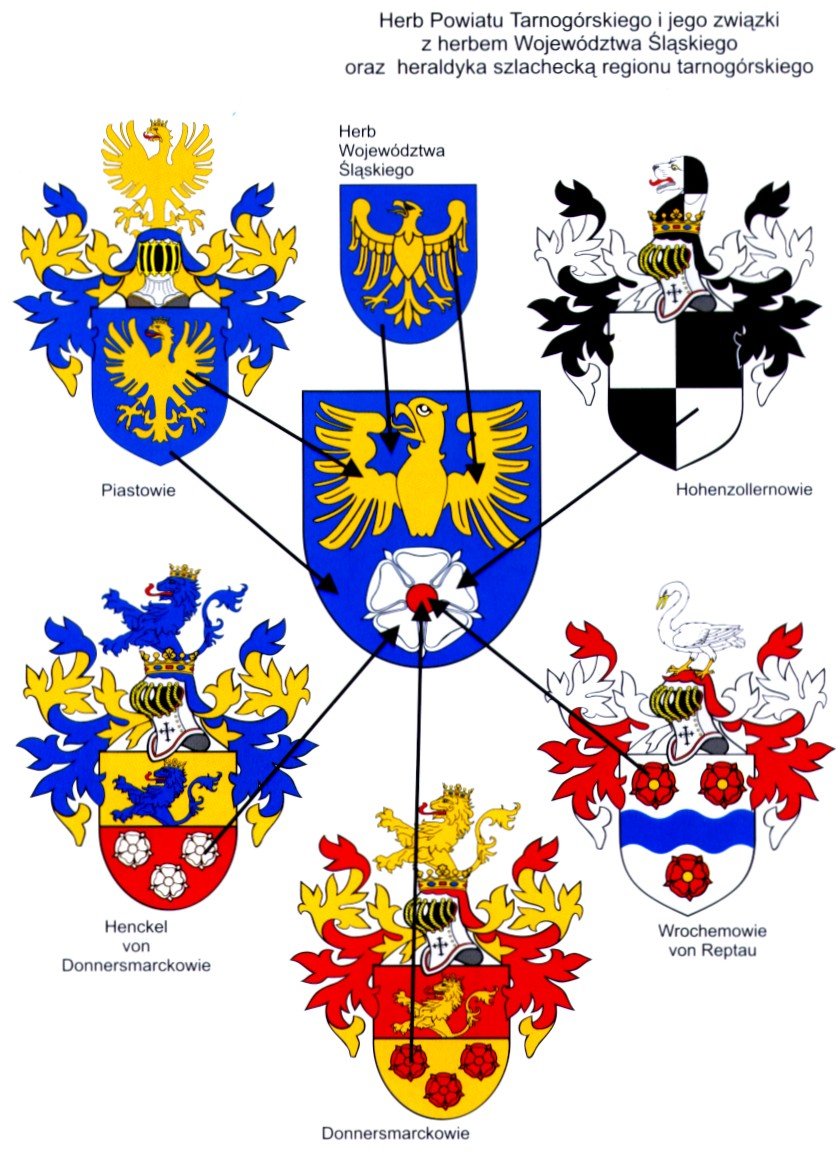
Związki herbu powiatu tarnogórskiego z heraldyką samorządową i szlachecką

Herb przedstawia na tarczy w polu błękitnym złotego orła z odjętymi ogonem i nogami, pod którym znajduje się srebrna róża z czerwonym kielichem.
Herb stanowi odniesienie do herbu województwa śląskiego - złotego orła na błękicie - poprzez uszczerbienie godła oraz do miejscowej tradycji heraldycznej panów ziemi tarnogórskiej. Złoty orzeł jest godłem Piastów górnośląskich, najdawniejszych panów okolicznych ziem (do pocz. XVI w.). Róże (trzy czerwone) znajdują się w herbie Wrochemów, najdawniejszych znanych z nazwiska panów Rept i Tarnowic, najstarszych osad, będących współcześnie dzielnicami Tarnowskich Gór. Ród ten w późniejszych wiekach używał przydomku „Reptowski”. Wrochemowie byli także właścicielami Kopienic (gmina Zbrosławice). Róże (trzy - srebrne lub czerwone) znajdują się także w herbie rodu Henckel von Donnersmarcków, który najdłużej sprawował władzę nad ziemią tarnogórską (XVII-XX w.), znacząco przyczynił się do jej rozwoju gospodarczego i jako jedyny używał tytułu „Panów Tarnogórskich”. Srebro jest odniesieniem do herbu rodowego Hohenzollernów (sprawowali władzę nad ziemią tarnogórską w XVI-XVII w.), którego przedstawiciel, książę Karniowa Jerzy von Ansbach, wraz z Piastem księciem Opola i Raciborza Janem II Dobrym, był współzałożycielem najstarszego miasta na terenie powiatu – Tarnowskich Gór – które od ponad 250 lat (z przerwami) stanowi siedzibę władz powiatowych.